# 4-Phenylphenol
4-Phenylphenol ist eine chemische Verbindung aus der Gruppe der Hydroxybiphenyle.

## Gewinnung und Darstellung
4-Phenylphenol kann durch Suzuki-Kupplung von Phenylboronsäure mit 4-Iodphenol in Gegenwart von 10 % Palladium auf Kohle und Kaliumcarbonat gewonnen werden.

## Eigenschaften
4-Phenylphenol ist ein brennbarer, schwer entzündbarer, weißer, schuppiger Feststoff mit phenolartigem Geruch, der sehr schwer löslich in Wasser ist.

## Verwendung
4-Phenylphenol wurde bei der Synthese eines neuen Polyphosphazen-Polyelektrolyts als Dispergiermittel von einwandigen Kohlenstoff-Nanoröhrchen in Wasser verwendet. Es wird auch als Stabilisator für halogenierte Isopren/Isobutylen-Kautschuke eingesetzt.